# ГЕС Чиксой
ГЕС Чиксой (ісп. Chixoy) — гідроелектростанція у центральній частині Гватемали, за сім десятків кілометрів на північ від столиці країни міста Гватемала. Використовує ресурс із річки Chixoy, яка тече у північному напрямку, утворюючи в нижній течії кордон з Мексикою, та є правою твірною Усумасінти (має устя на узбережжі Мексиканської затоки за дві сотні кілометрів на схід від Коацакоалькоса).
В межах проекту річку перекрили кам'яно-накидною греблею з глиняним ядром висотою 110 метрів, довжиною 250 метрів та товщиною по основі 450 метрів, яка потребувала 2,28 млн м3 матеріалу. Вона утримує витягнуте по долині річки на кілька десятків кілометрів водосховище з площею поверхні 16 км2 та об'ємом 480 млн м3. Звідси у північно-західному напрямку прямує дериваційний тунель довжиною 25,6 км, який спершу прокладений у лівобережному гірському масиві, а через сім кілометрів траси перетинає ущелину Chixoy по перекинутому над нею мосту довжиною 185 метрів та входить до правобережного масиву.
На завершальному етапі тунель сполучений з запобіжним балансувальним резервуаром складної конструкції, котрий включає нижню камеру довжиною 126 метрів з діаметром 11 метрів, з'єднану шахтою висотою 120 метрів з верхнім наземним резервуаром висотою 17 метрів та діаметром 43 метри. До машинного залу ресурс потрапляє по напірному водоводу довжиною 1 км з діаметром 4,35 метра.
Основне обладнання станції становлять п'ять турбін типу Пелтон потужністю по 60 МВт, які працюють при брутто-напорі у 433 метри.
Відпрацьована вода потрапляє у праву притоку Chixoy за кілька сотень метрів до її устя.
Видача продукції відбувається по ЛЕП, розрахованих на роботу під напругою 230 та 69 кВ.